# 1984年の映画
1984年の映画（1984ねんのえいが）では、1984年（昭和59年）の映画分野の動向についてまとめる。
1983年の映画 - 1984年の映画 - 1985年の映画

## 出来事

### 世界
- 米国、『フットルース』（ハーバート・ロス監督）、『パープルレイン』（アルバート・マグノーリ（英語版）監督）、『ストリート・オブ・ファイヤー』（ウォルター・ヒル監督）などレコード・セールスを目的とした映画作りがブーム[1]。
- 米国、『ゴーストバスターズ』（アイヴァン・ライトマン監督）が1億2700万ドルで[注 1]配給収入1位[1]。2位は『インディ・ジョーンズ/魔宮の伝説』（スティーヴン・スピルバーグ監督）の1億900万ドル[1][2]。
- 1月27日 - 黒澤明監督が仏レジオンドヌール勲章（オフィシエ）受章[3]。
- 2月15日 - ウォルト・ディズニー・プロダクションがタッチストーン・ピクチャーズを設立。
- 6月2日 - 『序の舞』（中島貞夫監督）、第8回タシケント映画祭で映画芸術特別大賞受賞[4]。
- 6月22日 - 英国、ジョゼフ・ロージー監督死去[1][5]。
- 8月5日 - 英国、俳優リチャード・バートン死去[1][6]。
- 9月22日 - ウォルト・ディズニー・プロダクションの新経営陣にマイケル・アイズナー会長（パラマウント映画社長）、フランク・ウェルズ社長（ワーナー・ブラザース元社長）が就任。
- 9月26日 - 台湾で日本映画解禁となり、松竹『砂の器』(野村芳太郎監督) など4作品が公開される[7]。特に、東映『魔界転生』（深作欣二監督）がヒット[7]。
- 10月 - モーション・ピクチャー・アソシエーション・オブ・アメリカ（MPAA）、レイティングに「PG13」を新設[7]。
- 10月6日 - 日劇3劇場（日本劇場・日劇東宝・日劇プラザ）のオープンに合わせ、永年の米国映画への貢献に感謝し、ロサンゼルス市長が「東宝株式会社の日」を宣言する[7]。
- 10月21日 - フランス、フランソワ・トリュフォー監督死去[1][8]。
- 11月12日 - 川喜多記念財団理事・川喜多かしこが仏芸術文化勲章（コマンドール）受章[7]。
- 12月8日 - タイ・バンコクで開催された第29回アジア太平洋映画祭において『序の舞』（中島貞夫監督）が作品賞受賞[7]。

### 日本
- 1月

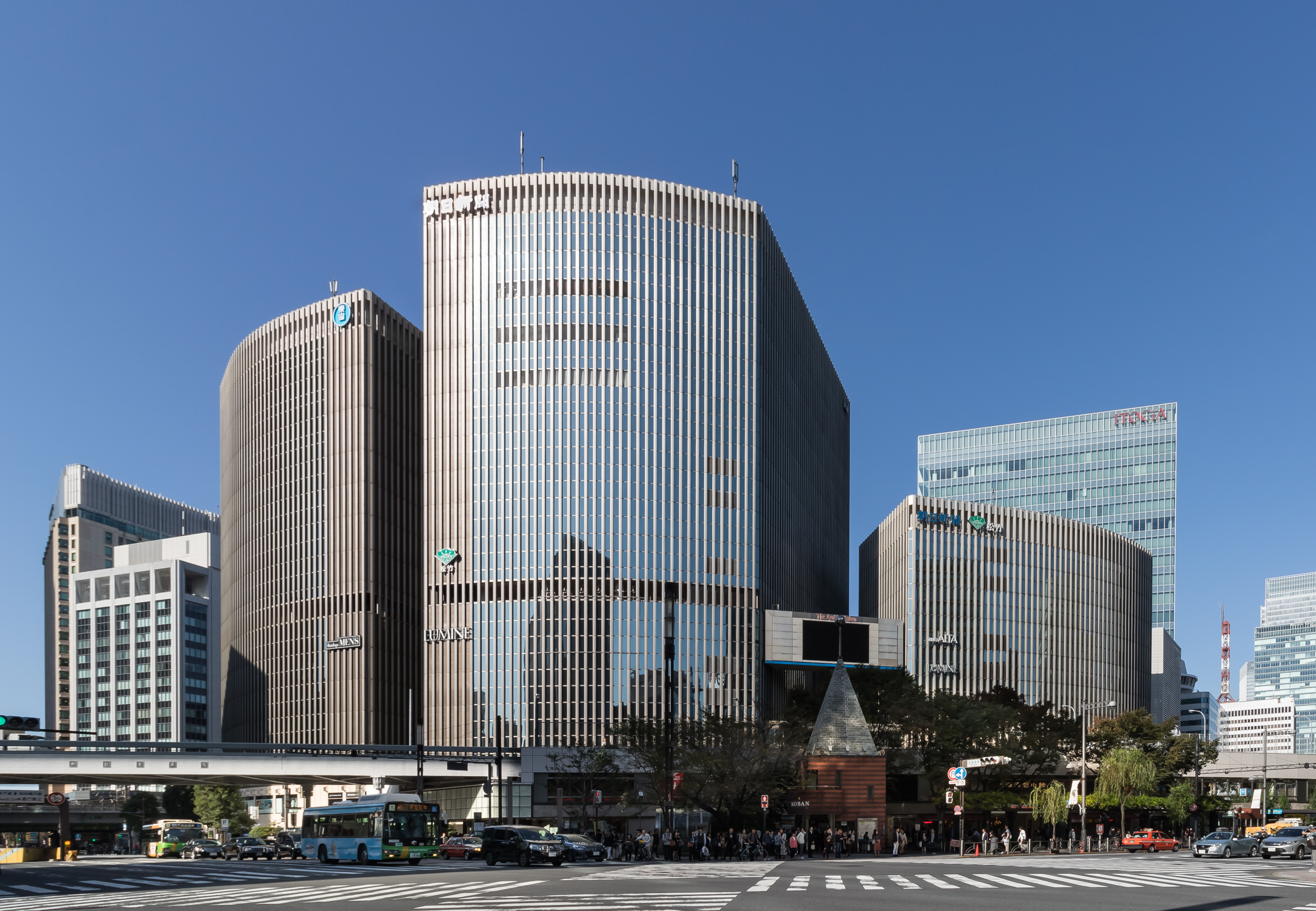
有楽町マリオン（2018年10月撮影）

  - 東宝、昭和58年度映画興行部門の年間興収174億4600万円で新記録達成[3]。
  - 1月25日 - 西武流通グループが外国映画輸入配給会社「シネセゾン」設立を発表[3]。
  - 1月29日 - 第1回「東宝シンデレラ・スカウト」で、応募総数3万1653人、最終審査24人から沢口靖子がシンデレラに決定[3]。
  - 1月31日 - 角川映画『里見八犬伝』（深作欣二監督）、ビデオ出荷記録を更新（4万3000本）[9]。
- 2月
  - にっかつ、創立70周年記念作品『AGAIN』（矢作俊彦監督）公開[10][11]。
  - 2月9日 - NHK教育テレビで「テレビ評伝・小林一三」放送[3]。
  - 2月8日 - 松竹社長・大谷隆三が自宅を放火全焼させ、家政婦が焼死する[12]。2月15日、社長逮捕[12]。
- 3月
  - 3月1日 - 東映ユニバースフィルム、東映クラシックフィルムと商号変更[13]。
  - 3月11日 - 『風の谷のナウシカ』（宮崎駿監督） / 『名探偵ホームズ』、東映洋画系で封切、アニメファンで賑わう[13]。
- 4月
  - 4月18日 - 警視庁による風営法最終案で成人映画が対象から除外となる[3]。
- 5月
  - 松竹、大谷隆三が社長辞任、永山武臣が社長就任[14]。
  - 映画字幕翻訳者協会設立[3]。
  - 5月1日 - 東映、東映グループのビデオ事業強化のために、販売業務を主体とするビデオ事業部新設[3]。
  - 5月7日 - 映画会社6社がビデオレンタル店を著作権法違反（著作権侵害）で訴えていた裁判、東京地裁は映画会社の主張を認め仮処分決定[3]。
  - 5月31日 - 大阪・阪急プラザ劇場閉館[3]。
- 6月
  - 6月1日 - ソニー、ビデオシアターシステムの販売とソフトウエアの供給事業を行う新会社シネマチック・ジャパンを設立[3]。
  - 6月9日 - 『天国の駅 HEAVEN STATION』（出目昌伸監督）封切、ヒット[4]。
  - 6月15日 - 文化庁芸術祭懇談会が芸術祭見直しの最終報告提出[3]。映画、放送、レコードが芸術祭の対象から外される[3]。
  - 6月20日 - 東京プリンスホテルで9年ぶりのゴジラ映画の新作・『ゴジラ』の製作発表が行われ、田中友幸（東宝映画代表取締役社長）、松岡功（東宝代表取締役社長）、大橋雄吉（東宝取締役事業部長）、橋本幸治監督、中野昭慶特技監督、田中健、沢口靖子、宅麻伸、小林桂樹らが出席。7月7日に特撮班、7月9日に本編がそれぞれクランクインし、9月27日に本編、10月4日に特撮班がそれぞれクランクアップした[15]。
- 7月
  - 7月1日 - 東宝、日比谷映画街で「ビバ!シネマ 映画がらくた市」を開催[7]。11月16日、収益金を交通遺児育英会に寄付[7]。
  - 7月7日 - CIC配給『インディ・ジョーンズ/魔宮の伝説』（スティーヴン・スピルバーグ監督）が公開され、大ヒット[3]。 シリーズの人気が不動のものとなった[3]。
  - 7月14日 - 角川映画『愛情物語』（角川春樹監督） / 『メイン・テーマ』（森田芳光監督）、東映洋画系で封切、ヒット[4]。ロードショー公開とともに、2映画の全国一斉ビデオ発売[9]。
- 8月
  - 8月4日 - 『五福星』（サモ・ハン・キンポー監督・主演） / 『コータローまかりとおる!』（鈴木則文監督）封切、ヒット[4]。
  - 8月7日 - にっかつ、香港の投資会社に4051万株の第三者割当増資実施[3]。
  - 8月8日 - 東宝、『ゴジラ』（橋本幸治監督）の主役、“サイボット・ゴジラ”を完成披露[7]。
  - 8月10日 - 東宝、『零戦燃ゆ』（舛田利雄監督）で復元された「零戦燃ゆ号」、アメリカ海兵隊岩国航空基地に寄贈[7]。
  - 8月31日 - 松竹、松竹映像、松下電器産業が資本参加した鎌倉ケーブルコミュニケーションズ（KCC）設立[3]。
- 9月
  - 9月1日
    - にっかつ、初日を土曜日に戻し、3本立を開始する[3]。
    - 松竹が浅草松竹座、浅草松竹演芸場などの地上権を貸ビルのテーオーシーに売却[7]。
    - 東映ビデオ事業部、営業開始[9]。

  - 9月3日 - 東京国立近代美術館フィルムセンターで火事、国外の貴重な映画330作品（約3000巻）を消失[7][16][17][14][18]（フィルムセンター火災）。
- 10月
  - 日比谷映画劇場、有楽座の閉館記念イベント「さよならフェスティバル」開催[7]。日比谷映画劇場（10月13日 - 11月11日）、有楽座（10月20日 - 11月11日）[7]。
  - 10月1日 - 昭和59年度国際交流基金・奨励賞を川喜多記念映画文化財団が受賞[7]。
  - 10月6日
    - 日本劇場跡地に有楽町センタービル（有楽町マリオン）がオープン[19]。有楽町阪急、有楽町西武開店[7]。
    - マリオン内に東宝系の日本劇場・日劇東宝・日劇プラザが開館[19]。日本劇場は『ワンス・アポン・ア・タイム・イン・アメリカ』(セルジオ・レオーネ監督)、日劇東宝は『おはん』（市川崑監督）、日劇プラザは『アンナ・パブロワ』(エミーリ・ロチャヌー（英語版）監督)[7]。
    - 松竹系の丸の内ピカデリーがマリオン内に移転[19]。ピカデリー1は『上海バンスキング』（深作欣二監督）、ピカデリー2は『ポリスアカデミー』（ヒュー・ウィルソン監督）で開幕[7]。
    - 『おはん』主演の吉永小百合と石坂浩二の手形プレートが有楽町マリオン1階新幹線側歩道に埋め込まれた[7]。

  - 10月9日 - 9月3日の火災により上映休止中の東京国立近代美術館フィルムセンターが、北の丸公園の東京国立近代美術館本館講堂で上映活動を再開する[7]。
  - 10月10日 - イラストレーターの和田誠『麻雀放浪記』で〔実写〕映画監督デビュー[1][20]。
  - 10月23日 - ビデオ著作権の保護と違法レンタルなど不正行為の監視摘発を目的とした「ビデオ著作権保護・監視機構」が設立される[7]。
  - 10月27日 - 千代田劇場が日比谷映画に名称変更[21]。新・日比谷映画『魔界の大陸』[22]、みゆき座『ブレスレス』でリニューアル・オープン[7]。
- 11月
  - 11月11日 - 旧・日比谷映画劇場と有楽座が閉館[21]。
  - 11月17日 - ATG『お葬式』（伊丹十三監督）、有楽シネマほかで公開[7][23][注 2]。業界内に旋風巻き起こし、のちに、第8回日本アカデミー賞をはじめ映画各賞独占[7]。
  - 11月30日
    - 電電公社の電気通信サービス「キャプテンシステム」の商用サービス開始[7]。東宝は情報提供者として参加する[7]。
    - UA日本支社閉鎖に関連したUA争議の解決交渉が合意に達する[7]。
- 12月
  - 12月2日 - 『ゴーストバスターズ』（アイヴァン・ライトマン監督）公開、大ヒット[7]。
  - 12月15日
    - 『ゴジラ』（橋本幸治監督）、日劇東宝ほか全国239館で公開、大ヒット[7]。
    - 角川映画『Wの悲劇』（澤井信一郎監督） / 『天国にいちばん近い島』（大林宣彦監督）、東映洋画系で封切、ヒット[4]。
    - 東京・日比谷スカラ座、『スパルタンX』（サモ・ハン・キンポー監督）でリニューアル・オープン[7]。

## 日本の映画興行
- 入場料金（大人） 
  - 1,500円[24]
  - 映画館・映画別
    - 1,500円（松竹、正月映画『男はつらいよ 口笛を吹く寅次郎』）[25]
    - 1,500円（松竹、8月公開『男はつらいよ 夜霧にむせぶ寅次郎』）[26]

  - 1,484円（統計局『小売物価統計調査（動向編） 調査結果』[27] 銘柄符号 9341「映画観覧料」）[28]
- 入場者数 1億5053万人[29] - 1983年に1億7000万人台に復活した映画人口が大幅に減少[1]。
- 興行収入 1722億200万円[29]
- 家庭用ビデオテープレコーダ(VTR)の普及率 18.7% (内閣府「消費動向調査」)[30]

| 配給会社 | 配給本数 | 配給本数 | 配給本数 | 年間配給収入  | 概要 |
| 配給会社 | 新作     | 再映     | 洋画     | 前年対比      | 概要 |
| -------- | -------- | -------- | -------- | ------------- | --- |
| 松竹     | 15       | 15       | 15       | 60億1324万円  | 全般的にジリ貧状態。正月の『男はつらいよ 口笛を吹く寅次郎』（12.5億円）と夏休みの『男はつらいよ 夜霧にむせぶ寅次郎』（11.5億円）が配給収入10億円の大台を突破する好稼動。製作費10億円をかけた勝負作『上海バンスキング』は配給収入8億円と大きく期待を裏切る結果。テレビの人気シリーズの映画化『必殺! THE HISSATSU』（6.3億円）は善戦。 |
| 松竹     | 15       | 0        | 0        | 96.9%         | 全般的にジリ貧状態。正月の『男はつらいよ 口笛を吹く寅次郎』（12.5億円）と夏休みの『男はつらいよ 夜霧にむせぶ寅次郎』（11.5億円）が配給収入10億円の大台を突破する好稼動。製作費10億円をかけた勝負作『上海バンスキング』は配給収入8億円と大きく期待を裏切る結果。テレビの人気シリーズの映画化『必殺! THE HISSATSU』（6.3億円）は善戦。 |
| 東宝     | 25       | 25       | 25       | 81億65万円    | 東宝にとっては不本意な年。ハイアベレージで安定したシリーズの『ドラえもん のび太の魔界大冒険』（17億円）が東宝トップの配給収入。『夏服のイヴ』/『刑事物語3 潮騒の詩』（8億円）は大台に迫る、まずまずの成績。『おはん』（5.5億円）もまずまず。SF大作『さよならジュピター』（3億円）は低迷、夏の勝負作、かつ、社内前売大量動員映画『零戦燃ゆ』（6億円）は企画のズレのため不発。たのきんシリーズも大きく落込み、正月の『エル・オー・ヴィ・愛・N・G』で打ち止めになる。 |
| 東宝     | 19       | 0        | 6        | 97.1%         | 東宝にとっては不本意な年。ハイアベレージで安定したシリーズの『ドラえもん のび太の魔界大冒険』（17億円）が東宝トップの配給収入。『夏服のイヴ』/『刑事物語3 潮騒の詩』（8億円）は大台に迫る、まずまずの成績。『おはん』（5.5億円）もまずまず。SF大作『さよならジュピター』（3億円）は低迷、夏の勝負作、かつ、社内前売大量動員映画『零戦燃ゆ』（6億円）は企画のズレのため不発。たのきんシリーズも大きく落込み、正月の『エル・オー・ヴィ・愛・N・G』で打ち止めになる。 |
| 東映     | 28       | 28       | 28       | 132億7359万円 | 東映は好企画を連発し、好調な成績を収めた。半期配収新記録を樹立。角川映画の2番組、『里見八犬伝』（23億円）と『メイン・テーマ』/『愛情物語』（18.5億円）、それに大量動員映画『空海』（16億円）の合計3番組が配給収入10億円の大台を突破した。『天国の駅 HEAVEN STATION』（8億円）は好調。『修羅の群れ』はまずまずのアベレージ。話題先行の角川映画『麻雀放浪記』/『いつか誰かが殺される』（5.1億円）は伸び悩み。『北の螢』は主題歌のみ注目される。                      |
| 東映     | 23       | 1        | 4        | 104.4%        | 東映は好企画を連発し、好調な成績を収めた。半期配収新記録を樹立。角川映画の2番組、『里見八犬伝』（23億円）と『メイン・テーマ』/『愛情物語』（18.5億円）、それに大量動員映画『空海』（16億円）の合計3番組が配給収入10億円の大台を突破した。『天国の駅 HEAVEN STATION』（8億円）は好調。『修羅の群れ』はまずまずのアベレージ。話題先行の角川映画『麻雀放浪記』/『いつか誰かが殺される』（5.1億円）は伸び悩み。『北の螢』は主題歌のみ注目される。                      |
| にっかつ | 65       | 65       | 65       | 30億7461万円  | ロマンポルノ路線の下落傾向は依然継続中。山城新伍監督・早乙女愛主演の正月映画『女猫』（4.5億円）は好調（併映は五月みどりの『ファイナルスキャンダル』）。夏休みの『イヴちゃんの花びら』は平均以上の稼動。ゴールデンウィークの『夕ぐれ族』（2.5億円）、山城監督の第2弾『双子座の女』（3.5億円）は不発。当初、成人映画館が風営法改正の規制対象だったため、宣材・新聞広告を自粛した。そのため、成人映画離れに一層拍車がかかった。                                       |
| にっかつ | 64       | 1        | 0        | 91.0%         | ロマンポルノ路線の下落傾向は依然継続中。山城新伍監督・早乙女愛主演の正月映画『女猫』（4.5億円）は好調（併映は五月みどりの『ファイナルスキャンダル』）。夏休みの『イヴちゃんの花びら』は平均以上の稼動。ゴールデンウィークの『夕ぐれ族』（2.5億円）、山城監督の第2弾『双子座の女』（3.5億円）は不発。当初、成人映画館が風営法改正の規制対象だったため、宣材・新聞広告を自粛した。そのため、成人映画離れに一層拍車がかかった。                                       |

出典:「1984年度日本映画・外国映画業界総決算 日本映画」『キネマ旬報』1985年（昭和60年）2月下旬号、キネマ旬報社、1985年、114 - 120頁。

## 各国ランキング

### 日本配給収入ランキング
| 順位 | 題名                            | 配給     | 制作国         | 配給収入 |
| ---- | ------------------------------- | -------- | -------------- | -------- |
| 1    | インディ・ジョーンズ/魔宮の伝説 | CIC      | アメリカ合衆国 | 32億円   |
| 2    | 里見八犬伝                      | 東映     | 日本           | 23.2億円 |
| 3    | キャノンボール2                 | 東宝東和 | アメリカ合衆国 | 21億円   |
| 4    | メイン・テーマ/愛情物語         | 東映     | 日本           | 18.5億円 |
| 5    | ドラえもん のび太の魔界大冒険   | 東宝     | 日本           | 16.5億円 |
| 6    | プロジェクトA                   | 東宝東和 | 🇦🇺             | 16.2億円 |
| 7    | 空海                            | 東宝     | 日本           | 16億円   |
| 8    | フットルース                    | CIC      | アメリカ合衆国 | 15.5億円 |
| 9    | ステイン・アライヴ              | CIC      | アメリカ合衆国 | 15億円   |
| 10   | 男はつらいよ 口笛を吹く寅次郎   | 松竹     | 日本           | 12.5億円 |

| 順位 | 題名 | 配給             | 配給収入 | 備考     |
| ---- | --- | ---------------- | -------- | -------- |
| 1    | 里見八犬伝                                                                                                   | 東映             | 23.2億円 | [ 注 4 ] |
| 2    | メイン・テーマ 愛情物語                                                                                      | 東映             | 18.5億円 |          |
| 3    | ドラえもん のび太の魔界大冒険 忍者ハットリくん+パーマン 超能力ウォーズ                                       | 東宝             | 16.5億円 | [ 注 5 ] |
| 4    | 空海 | 東映             | 16.0億円 |          |
| 5    | 男はつらいよ 口笛を吹く寅次郎 喜劇・家族同盟                                                                 | 松竹             | 12.5億円 |          |
| 6    | 男はつらいよ 夜霧にむせぶ寅次郎 ときめき海岸物語                                                             | 松竹             | 11.5億円 |          |
| 7    | 五福星 コータローまかりとおる!                                                                               | 東映             | 09.0億円 |          |
| 8    | キン肉マン 奪われたチャンピオンベルト 超電子バイオマン 宇宙刑事シャイダー The・かぼちゃワイン ニタの愛情物語 | 東映             | 08.3億円 |          |
| 9    | 上海バンスキング                                                                                             | 松竹             | 08.0億円 |          |
| 9    | 刑事物語3 潮騒の詩 夏服のイヴ                                                                                | 東宝             | 08.0億円 |          |
| 9    | 天国の駅 HEAVEN STATION                                                                                      | 東映             | 08.0億円 |          |
| 9    | 瀬戸内少年野球団                                                                                             | 日本ヘラルド映画 | 08.0億円 |          |

#1 - #6の出典:1984年配給収入10億円以上番組 - 日本映画製作者連盟
上記以外の出典:『キネマ旬報ベスト・テン85回全史 1924-2011』キネマ旬報社〈キネマ旬報ムック〉、2012年5月、430頁。ISBN 978-4873767550。
| 順位 | 題名                                       | 製作国                            | 配給                 | 配給収入     | 備考      |
| ---- | ------------------------------------------ | --------------------------------- | -------------------- | ------------ | --------- |
| 1    | インディ・ジョーンズ/魔宮の伝説            | アメリカ合衆国の旗                | パラマウント映画/CIC | 32億0000万円 | [ 注 6 ]  |
| 2    | キャノンボール2                            | アメリカ合衆国の旗                | 東宝東和             | 21億0000万円 | [ 注 7 ]  |
| 3    | プロジェクトA                              | 香港の旗                          | 東宝東和             | 16億2000万円 | [ 注 8 ]  |
| 4    | フットルース                               | アメリカ合衆国の旗                | パラマウント映画/CIC | 15億5000万円 | [ 注 9 ]  |
| 5    | ステイン・アライブ                         | アメリカ合衆国の旗                | パラマウント映画/CIC | 15億0000万円 | [ 注 10 ] |
| 6    | ネバーセイ・ネバーアゲイン                 | アメリカ合衆国の旗 · イギリスの旗 | ワーナー・ブラザース | 12億2000万円 |           |
| 7    | ジョーズ3                                  | アメリカ合衆国の旗                | ユニバーサル映画     | 08億3000万円 |           |
| 8    | ワンス・アポン・ア・タイム・イン・アメリカ | アメリカ合衆国の旗 · イタリアの旗 | 東宝東和             | 07億8500万円 |           |
| 9    | ポリスアカデミー                           | アメリカ合衆国の旗                | ワーナー・ブラザース | 07億2000万円 |           |
| 10   | ザ・デイ・アフター                         | アメリカ合衆国の旗                | 松竹富士             | 07億1500万円 |           |

#1 - #6の出典:1984年配給収入10億円以上番組 - 日本映画製作者連盟
上記以外の出典:『キネマ旬報ベスト・テン85回全史 1924-2011』キネマ旬報社〈キネマ旬報ムック〉、2012年5月、430頁。ISBN 978-4873767550。

### 北米興行収入ランキング
| 順位 | 題名                                        | スタジオ             | 興行収入     |
| ---- | ------------------------------------------- | -------------------- | ------------ |
| 1.   | ビバリーヒルズ・コップ                      | パラマウント         | $234,760,478 |
| 2.   | ゴーストバスターズ                          | コロムビア           | $229,242,989 |
| 3.   | インディ・ジョーンズ/魔宮の伝説             | パラマウント         | $179,870,271 |
| 4.   | グレムリン                                  | ワーナー・ブラザース | $148,168,459 |
| 5.   | ベスト・キッド                              | コロムビア           | $90,815,558  |
| 6.   | ポリスアカデミー                            | ワーナー・ブラザース | $81,198,894  |
| 7.   | フットルース                                | パラマウント         | $80,035,402  |
| 8.   | ロマンシング・ストーン 秘宝の谷             | 20世紀FOX            | $76,572,238  |
| 9.   | スタートレックIII ミスター・スポックを探せ! | パラマウント         | $76,471,046  |
| 10.  | スプラッシュ                                | タッチストーン       | $69,821,334  |

出典:“1984 Domestic Yearly Box Office Results”.  Box Office Mojo. 2015年12月23日閲覧。

## 日本公開映画
1984年の日本公開映画を参照。

## 受賞
- 第57回アカデミー賞
  - 作品賞 - 『アマデウス』
  - 監督賞 - ミロス・フォアマン（『アマデウス』）
  - 主演男優賞 - F・マーリー・エイブラハム（『アマデウス』）
  - 主演女優賞 - サリー・フィールド（『プレイス・イン・ザ・ハート』）

- 第42回ゴールデングローブ賞
  - 作品賞 (ドラマ部門) - 『アマデウス』
  - 主演女優賞 (ドラマ部門) - サリー・フィールド（『プレイス・イン・ザ・ハート』）
  - 主演男優賞 (ドラマ部門) - F・マーリー・エイブラハム（『アマデウス』）
  - 作品賞 (ミュージカル・コメディ部門) - 『ロマンシング・ストーン 秘宝の谷』
  - 主演女優賞 (ミュージカル・コメディ部門) - キャスリーン・ターナー（『ロマンシング・ストーン 秘宝の谷』）
  - 主演男優賞 (ミュージカル・コメディ部門) - ダドリー・ムーア（『結婚ダブルス』、『ミッキー&モード』）
  - 監督賞 - ミロシュ・フォアマン（『アマデウス』）

- 第50回ニューヨーク映画批評家協会賞 - 『インドへの道』

- 第37回カンヌ国際映画祭
  - パルム・ドール - 『パリ、テキサス』（ヴィム・ヴェンダース』）
  - 監督賞 - ベルトラン・タヴェルニエ（『田舎の日曜日』）
  - 男優賞 - アルフレード・ランダ、フランシスコ・ラバル（『無垢なる聖者』）
  - 女優賞 - ヘレン・ミレン（『キャル』）

- 第41回ヴェネツィア国際映画祭
  - 金獅子賞 『太陽の年』（クシシュトフ・ザヌーシ）

- 第34回ベルリン国際映画祭
  - 金熊賞 - 『ラヴ・ストリームス』 (ジョン・カサヴェテス)

- 第8回日本アカデミー賞
  - 最優秀作品賞 - 『お葬式』（伊丹十三）
  - 最優秀主演男優賞 - 山﨑努（『お葬式』『さらば箱舟』）
  - 最優秀主演女優賞 - 吉永小百合（『おはん』『天国の駅』）

- 第27回ブルーリボン賞
  - 作品賞 - 『瀬戸内少年野球団』
  - 主演男優賞 - 山﨑努（『お葬式』『さらば箱舟』）
  - 主演女優賞 - 薬師丸ひろ子（『Wの悲劇』）
  - 監督賞 - 伊丹十三（『お葬式』）

- 第58回キネマ旬報ベスト・テン
  - 外国映画第1位 - 『ワンス・アポン・ア・タイム・イン・アメリカ』
  - 日本映画第1位 -  『お葬式』

- 第39回毎日映画コンクール
  - 日本映画大賞 - 『Wの悲劇』

- 第39回文化庁芸術祭大賞
  - 映画部門（日本劇映画） - 『さらば箱舟』
  - 映画部門（日本記録映画・動画） - 『芹沢銈介の美の世界』[34]
  - 映画部門（外国映画） - 『ライトスタッフ』[35][36]

## 誕生
- 1月5日 - 長澤奈央、日本の女優
- 1月13日 - 平山あや、日本の女優
- 1月15日 - 代永翼、日本の声優
- 2月2日 - 宮地真緒、日本の女優
- 2月20日 - 小出恵介、日本の俳優
- 2月21日 - 香里奈、日本の女優
- 3月20日 - 野村佑香、日本の女優
- 3月29日 - 里田まい、日本の歌手
- 4月13日 - 水嶋ヒロ、日本の俳優
- 4月28日 - 豊永利行、日本の声優
- 6月4日 - 半田健人、日本の俳優
- 6月15日 - 美村里江、日本の女優
- 7月5日 - 山田優、日本の女優
- 7月7日 - 原田夏希、日本の女優
- 7月10日 - 田中圭、日本の俳優
- 7月12日 - 南條愛乃、日本の声優
- 8月8日 - 橋本マナミ、日本の女優
- 8月10日 - 速水もこみち、日本の俳優
- 8月20日 - 森山未來、日本の俳優
- 9月1日 - 平岡祐太、日本の俳優
- 9月12日 - 松本まりか、日本の女優
- 10月7日 - 生田斗真、日本の俳優
- 10月10日 - 栗山千明、日本の女優
- 10月17日 - 臼田あさ美、日本の女優
- 10月19日 - 藤田咲、日本の声優
- 11月9日 - えなりかずき、日本の俳優
- 11月22日 - スカーレット・ヨハンソン、アメリカの女優
- 12月12日 - 平愛梨、日本の女優

## 死去
| 日付 | 日付 | 名前                         | 国籍                                | 年齢 | 職業                   |
| 1月  | 6日  | アーネスト・ラズロ           | ハンガリーの旗 · アメリカ合衆国の旗 | 85   | 撮影監督               |
| 1月  | 20日 | ジョニー・ワイズミュラー     | アメリカ合衆国の旗                  | 79   | 俳優                   |
| 1月  | 29日 | フランセス・グッドリッチ     | アメリカ合衆国の旗                  | 93   | 脚本家                 |
| 2月  | 15日 | 渋沢秀雄                     | 日本の旗                            | 91   | 初代東宝代表取締役会長 |
| 2月  | 15日 | エセル・マーマン             | アメリカ合衆国の旗                  | 76   | 歌手・女優             |
| 3月  | 1日  | ジャッキー・クーガン         | アメリカ合衆国の旗                  | 69   | 俳優                   |
| 4月  | 6日  | 長谷川一夫                   | 日本の旗                            | 76   | 俳優                   |
| 4月  | 9日  | 雨森雅司                     | 日本の旗                            | 53   | 声優                   |
| 4月  | 16日 | バイロン・ハスキン           | アメリカ合衆国の旗                  | 84   | 映画監督               |
| 5月  | 16日 | アンディ・カウフマン         | アメリカ合衆国の旗                  | 35   | コメディアン           |
| 6月  | 15日 | 内田良平                     | 日本の旗                            | 60   | 俳優                   |
| 6月  | 23日 | 黒川弥太郎                   | 日本の旗                            | 73   | 俳優                   |
| 7月  | 3日  | 平井道子                     | 日本の旗                            | 48   | 声優                   |
| 7月  | 25日 | 平田昭彦                     | 日本の旗                            | 56   | 俳優                   |
| 7月  | 27日 | ジェームズ・メイソン         | イギリスの旗                        | 75   | 俳優                   |
| 8月  | 5日  | リチャード・バートン         | イギリスの旗                        | 58   | 俳優                   |
| 9月  | 10日 | ジョルジュ・ド・ボールガール | フランスの旗                        | 63   | プロデューサー         |
| 9月  | 14日 | ジャネット・ゲイナー         | アメリカ合衆国の旗                  | 77   | 女優                   |
| 9月  | 17日 | リチャード・ベイスハート     | アメリカ合衆国の旗                  | 70   | 俳優                   |
| 9月  | 25日 | ウォルター・ピジョン         | カナダの旗 · アメリカ合衆国の旗     | 87   | 俳優                   |
| 10月 | 10日 | マキノ智子                   | 日本の旗                            | 77   | 女優                   |
| 10月 | 21日 | フランソワ・トリュフォー     | フランスの旗                        | 52   | 映画監督               |
| 10月 | 23日 | オスカー・ウェルナー         | オーストリアの旗                    | 61   | 俳優                   |
| 10月 | 25日 | パスカル・オジェ             | フランスの旗                        | 25   | 女優                   |
| 11月 | 1日  | ノーマン・クラスナー         | アメリカ合衆国の旗                  | 74   | 脚本家                 |
| 12月 | 2日  | 森谷司郎                     | 日本の旗                            | 53   | 映画監督               |
| 12月 | 7日  | 大川橋蔵                     | 日本の旗                            | 55   | 俳優                   |
| 12月 | 8日  | ルーサー・アドラー           | アメリカ合衆国の旗                  | 81   | 俳優                   |
| 12月 | 18日 | 竜崎勝                       | 日本の旗                            | 44   | 俳優                   |
| 12月 | 24日 | ピーター・ローフォード       | イギリスの旗                        | 61   | 俳優                   |
| 12月 | 28日 | サム・ペキンパー             | アメリカ合衆国の旗                  | 59   | 映画監督               |